# Bokross János Miksa
Bokross János Miksa (? – Buda, 1837. március 23.) katolikus pap.

## Élete
Esztergom egyházmegyei áldozópap volt. 1818-tól sissói, 1824-től garamújfalusi és 1825-től bozóki plébános. Zólyom megye táblabirája volt és mint a kiérdemült plébánosok intézetének papja és érdemkereszt tulajdonosa hunyt el.

## Munkái
- Vota principi Alexandro Rudnay archiepiscopi… cecinit die 16. Mai 1820. Tyrnaviae.